# Linzvidéki járás
A Linzvidéki járás Ausztriában, Felső-Ausztria tartományban található. Linzvidéki járás Pergi, Linz, Urfahrkörnyéki, Eferdingi, Welsvidéki, Kirchdorf an der Krems-i, Steyr-Land és Amstetteni járásokkal határos. Lakosainak száma 153 611 fő (2022. január 1.).

## A járáshoz tartozó települések
- Allhaming
- Ansfelden
- Asten
- Eggendorf im Traunkreis
- Enns
- Hargelsberg
- Hofkirchen im Traunkreis
- Hörsching
- Kematen an der Krems
- Kirchberg-Thening
- Kronstorf
- Leonding
- Neuhofen an der Krems
- Niederneukirchen
- Oftering
- Pasching
- Piberbach
- Pucking
- Sankt Florian
- Sankt Marien
- Traun
- Wilhering